# Joaquín Eguía Lis
Joaquín Eguía Lis (Ciudad de México, 17 de agosto de 1833 - ibídem, 8 de junio de 1917) fue un jurista y el primer rector de la Universidad Nacional de México. Estudió becado en el Antiguo Colegio de San Ildefonso en 1848. Se tituló de abogado en 1861.
Joaquín Eguía Lis nació en la Ciudad de México el 17 de agosto de 1833 en la casa número 15 de la calle San Felipe Neri, conocida por Casa del Oratorio Grande. Fueron sus padres José Celedonio Eguía, natural de Chalma, Estado de México, y María Ignacia Beltrán de Lis. Su bautismo se verificó en el Sagrario de la Catedral. Hizo sus estudios en el Colegio de San Ildefonso, y fue tal su aplicación y aprovechamiento, que, sin solicitud por parte suya le fue concedida una beca en el año de 1848, cuando cursaba el primer año de Filosofía, habiendo sido su profesor Sebastián Lerdo de Tejada.
Comenzó sus estudios de Derecho en el año 1851, y presentó en 1854,al terminar el cuarto año, un Actillo solemne, cerrando así su carrera escolar. En 1860, Sebastián Lerdo de Tejada le dio el nombramiento de profesor de Derecho Romano, sin haber obtenido el título, el cual recibió el año de 1861.
El día 12 de marzo de ese mismo año contrajo matrimonio con Dolores Salot, hija de Manuel Salot y María Soledad Márquez, siendo padrino del acto el propio Sebastián Lerdo de Tejada y la señora Susana Flores de Castro.

## Colegio de San Ildefonso
Joaquín Eguía Lis se desempeñó como profesor del Colegio de San Ildefonso durante el tiempo en que Lerdo de Tejada fungió como Rector de la institución y continuó siéndolo cuando este abandonó la Ciudad de México el 17 de mayo de 1863 para acompañar al presidente Benito Juárez, quedando en su lugar Francisco Artigas. Se retiró de la profesión cuando San Ildefonso fue ocupado por el destacamento francés a la llegada de las tropas leales a Maximiliano I de México.
Tres años después, ya al frente de la Secretaría de Instrucción, Francisco Artigas nombraría a Joaquín Eguía Lis como Rector de San Ildefonso, cargo que desempeñó desde fines de 1865 hasta el regreso del Gobierno Nacional.
Durante su tenor al frente del Colegio de San Ildefonso se presentó en la Rectoría Pedro Escudero y Echánove, miembro del Gabinete de Maximiliano, quien al ver el retrato de Sebastián Lerdo de Tejada le espetó al Rector Eguía Lis que cómo es que estaba en el lugar preferente ese retrato, y no el del Emperador. Eguía Lis respondió que todo lo que era el Colegio de San Ildefonso se lo debía física y moralmente a Lerdo de Tejada, y que por lo tanto debía seguir presidiéndolo, aunque fuese en efigie.
Durante este tiempo también se desempeñó como Vocal del Consejo de Instrucción.
El 2 de diciembre de 1867 Joaquín Eguía Lis, conforme a la nueva Ley de Instrucción, fue nombrado Profesor de Derecho Patrio y de Derecho Canónico en la recién creada Escuela Nacional de Jurisprudencia.
Fungió como Secretario de la segunda Comisión encagrada de la formación del Código Civil de 1871 y del Código de Procedimientos Civiles de 1872. El primer proyecto de Código Civil había sido formulado por Justo Sierra, proyecto que sirvió de base a la primera Comisión, integrada por José María Lacunza, Fernando Ramírez, Pedro Escudero y Luis Méndez, durante el gobierno de Benito Juárez.
La segunda Comisión, nombrada en 1868, después de la restauración de la República, estuvo integrada por Mariano Yáñez como presidente, José María Lafragua, Isidoro Montiel Duarte y Rafael Dondé como vocales, y Joaquín Eguía Lis como secretario.El licenciado Dondé solamente asistió a las juntas en que se discutieron los libros primero y segundo, continuando en la discusión los demás comisionados, haciéndose luego la redacción y corrección de estilo ya únicamente por Lafragua y Eguía Lis.
De 1871 a 1874 desempeñó el cargo de Representante del Ministerio Público, adscripto a los Juzgados primero, segundo y tercero, pero continuaba como profesor de Derecho Romano, clase que, con la interrupción indicada y el tiempo que estuvo al frente de la clase de Derecho Patrio, venía desempeñando desde 1860.

## Servicio público
Fue nombrado el 15 de octubre de 1874 como Director del Registro Público de la Propiedad. Se desempeñó como miembro del Colegio de Abogados y honorario de la Sociedad Mexicana de Geografía y Estadística, así como Secretario de la Academia de Ciencias y Literatura. 
Entre sus alumnos se puede contar a José Ives Limantour, el ya mencionado Justo Sierra, Miguel Macedo, Joaquín D. Casasús y Emilio Pardo.

## Colegio de las Vizcaínas
Desde 1874 fue Vocal de la Junta del Colegio de las Vizcaínas o de la Paz, y Director de ese establecimiento de 1877 a 1884, habiendo sido designado para ese puesto por el entonces Ministro de Justicia e Instrucción Protasio Tagle. Desarrolló el programa de estudios formulado por el señor Tagle para ese plantel. No sólo defendió los fondos del Colegio en grave ocasión en que se pretendió defraudarlos, sino que no tomó ni un centavo de su sueldo de $2,000.00 anuales, dejándolo a beneficio de es institución durante los siete años y medio de su rectorado.

## Familia
Habiendo sido padres de trece, a Joaquín y Dolores les sobrevivieron once: Ana María, el Coronel Rafael Eguía Lis (casado con María Gómez), Mercedes (viuda de Juan Gómez Romero), Isabel (casada con Wilfrido Girón), Juan Manuel (casado con Angela Ituarte), Alfonso (casado con Dolores Hoppenstedt), Felipe (casado con Ana María Hoppenstedt), Leopoldo, Paz Eguía Lis (viuda de Salomé Piña), Rosa y Joaquín. Los difuntos se llamaban Bernardo y Rosario.

## Carrera en la Universidad de México
Fue el primer Rector de la entonces Universidad Nacional de México, fundada por Justo Sierra. En ese entonces aún no era "autónoma", este carácter lo adquiere hasta 1929, bajo la presidencia de Portes Gil y, a partir de esta última fecha será ya Universidad Nacional Autónoma de México id.
Falleció en la Ciudad de México el 8 de junio de 1917. Fue sepultado en el Panteón Español.